# Dynamine athemon
Dynamine athemon är en fjärilsart som beskrevs av Carl von Linné 1758. Dynamine athemon ingår i släktet Dynamine och familjen praktfjärilar. Inga underarter finns listade i Catalogue of Life.

## Bildgalleri

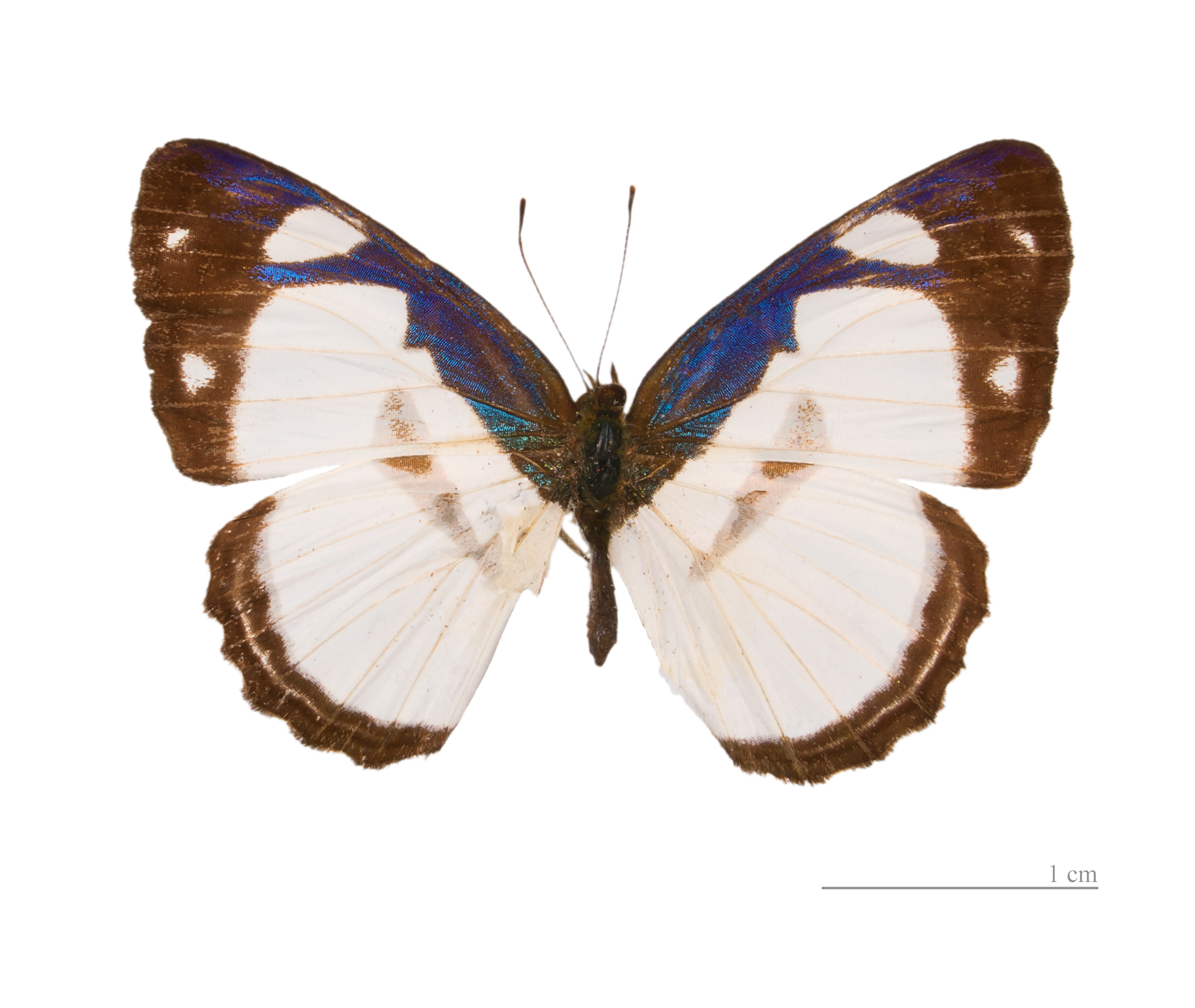
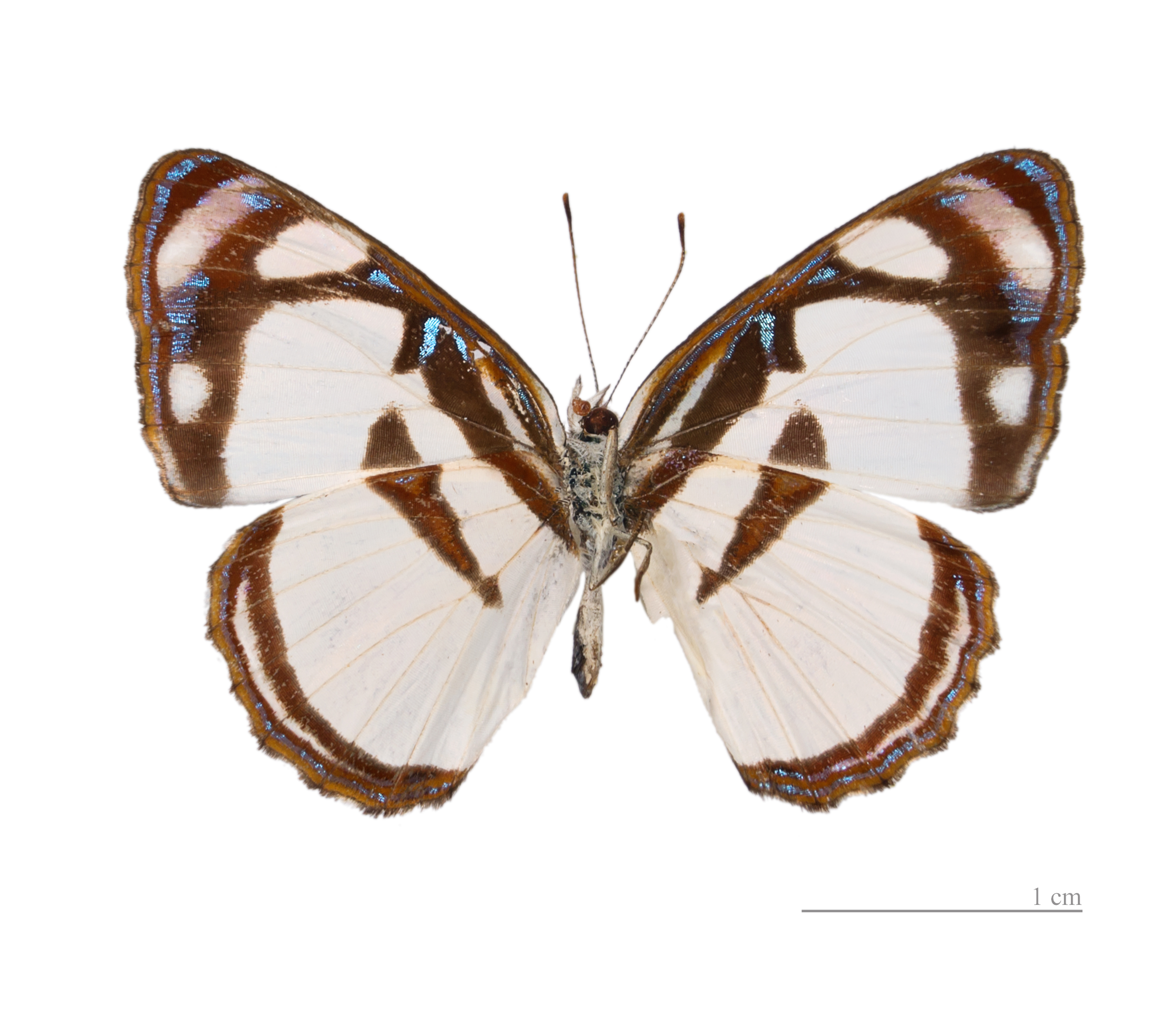
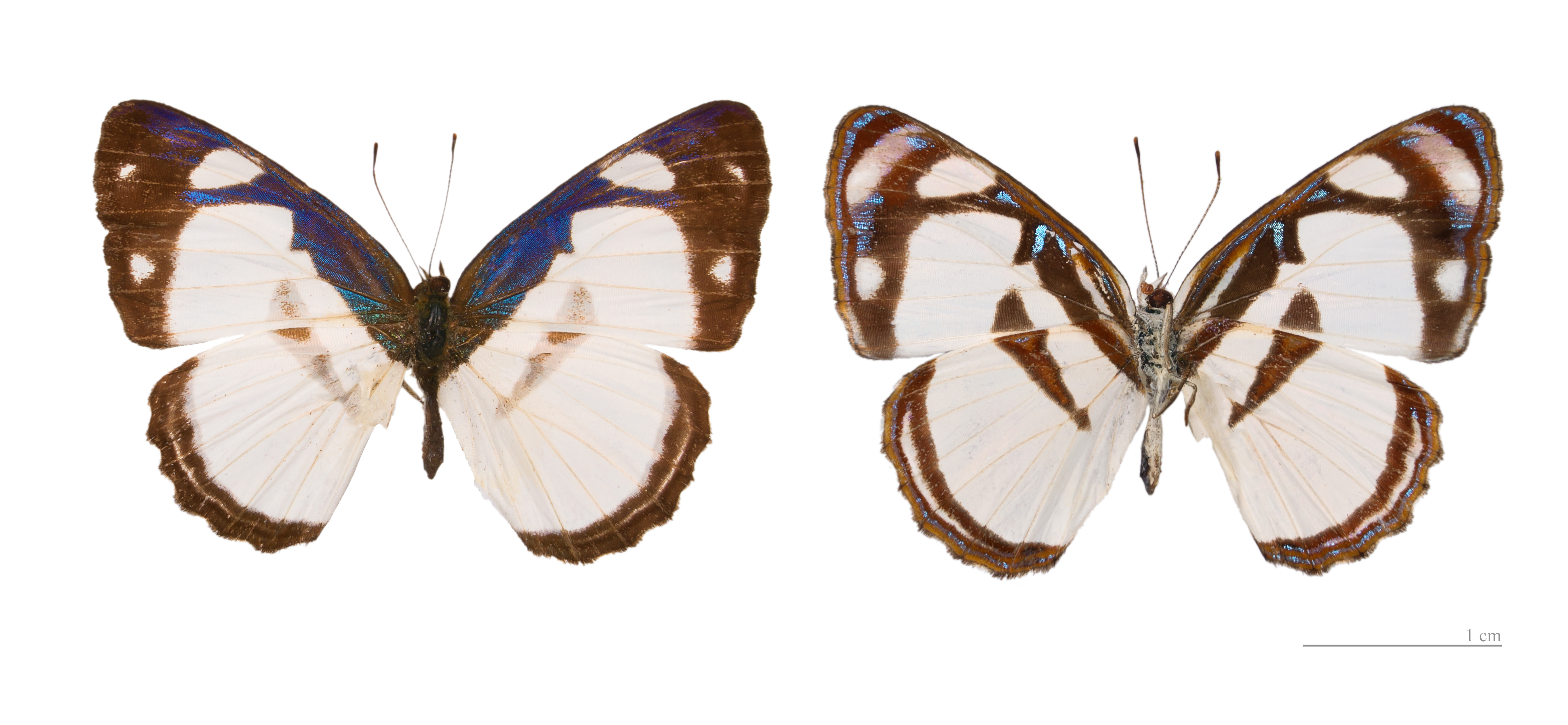